# Antonio Maria Galli
Antonio Maria Galli (Osimo, 18 d'octubre de 1553 - Roma, 30 de març de 1620) va ser un cardenal italià, degà del Col·legi dels Cardenals i bisbe d'Osimo.

## Biografia
La seva família era tradicional en la regió. Admès en la família del cardenal Felice Peretti Montalto, es va fer el seu coppiere i més tard el seu secretari i tresorer privat. Una vegada triat per al pontificat, el Papa Sixt V el va nomenar Scalco o superintendent del refectori papal.

## Bisbat
Va ser triat bisbe de Perugia el 5 de novembre de 1586, sent consagrat l'11 de novembre, en la Capella Sixtina, pel cardenal Giovanni Battista Castrucci, assistit per Pietro Lonelli, bisbe de Gaeta, i per Antonio Meliori, bisbe de San Marco.

## Cardenalat
El 16 de novembre de 1586, va ser nomenat cardenal pel Papa Sixt V, rebent la birreta cardenalícia i el títol de cardenal-presbíter de Santa Agnès en Agonia el 14 de gener de 1587. El 19 de juliol de 1591, es traslladat a la Seu d'Osimo, amb la denominació de cardenal Perusinensis. Va passar al títol de Santa Praxedes, el 30 d'agost de 1600.
Va passar per a l'orde dels cardenals-bisbes i assumeix el Bisbat suburbicari de Frascati, l'1 de juny de 1605. Va passar pel Bisbat suburbicari de Palestrina, el 28 de maig de 1608. Passa al Bisbat suburbicari de Porto-Santa Rufina, el 17 d'agost de 1611. El 16 de setembre de 1615, es Degà del Col·legi Cardenalici i passa al Bisbat suburbicari d'Òstia.

## Conclaves
- Conclave de setembre de 1590 - va participar de l'elecció del Papa Urbà VII.[2]
- Conclave de la tardor de 1590 - va participar de l'elecció del Papa Gregório XIV.
- Conclave de 1591 - va participar de l'elecció del Papa Innocenci IX.
- Conclave de 1592 - va participar de l'elecció del Papa Climent VIII.
- Conclave de març de 1605 - va participar de l'elecció del Papa Lleó XI.
- Conclave de maig de 1605 - va participar de l'elecció del Papa Pau V.